# Chef d'entreprise
 (août 2020).
Si vous disposez d'ouvrages ou d'articles de référence ou si vous connaissez des sites web de qualité traitant du thème abordé ici, merci de compléter l'article en donnant les références utiles à sa vérifiabilité et en les liant à la section « Notes et références ».

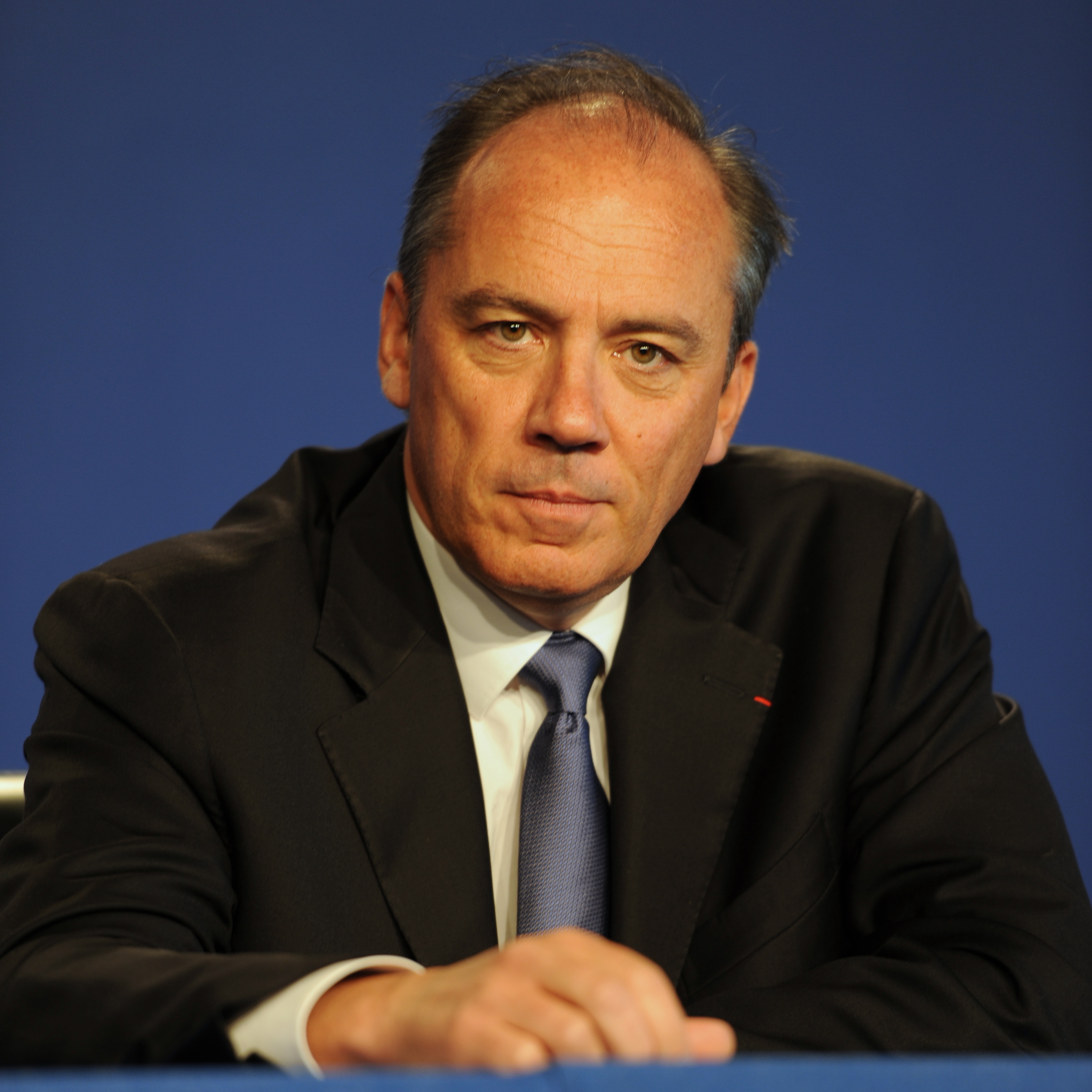
Stéphane Richard est un chef d'entreprise français, anciennement à la tête du groupe Orange.

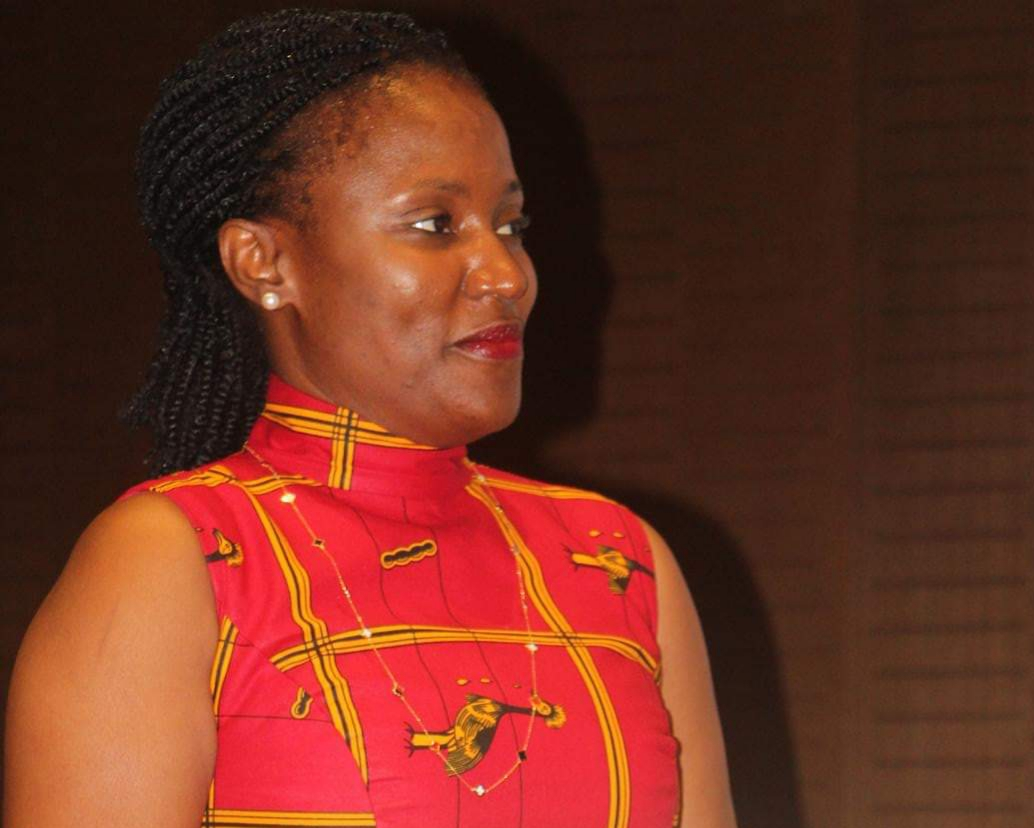
Aissata Béavogui, directrice générale de la Guinea Alumina Corporation, est une cheffe d’entreprise guinéenne.

Un chef d'entreprise ou dirigeant d'entreprise est une personne physique qui est à la tête d'une entreprise, sans en être forcément le fondateur ou le propriétaire. Il dirige l'entreprise en fonction des pouvoirs qui lui sont conférés.

## Multiplicité des définitions
Le chef d'entreprise peut revêtir différents autres titres qui précisent ses fonctions. Par exemple :
- Il peut être le dirigeant fondateur de la société, ce qui le range dans la catégorie des entrepreneurs (ex. : Michelin) ;
- Il peut être le dirigeant propriétaire de l'entreprise sans l'avoir fondée, soit par héritage ou par rachat (ex. : Hermès, etc.).
- Le chef d'entreprise désigne dans tous les cas le dirigeant de société,
  - soit automatiquement désigné à ce poste du fait qu'il possède tout ou partie majoritaire du capital de la société,
  - soit nommé à ce poste, du fait qu'il a été désigné par les instances représentatives des propriétaires de la société (le conseil d'administration).

## Rôle
Ce rôle est strictement encadré par les limites et compétences qui lui sont attribuées par les instances décisionnaires de l'entreprise. À l'intérieur de ce cadre, le chef d'entreprise dispose d'une marge d'initiative pour diriger et conduire l'entreprise.
Son action peut s'établir selon au moins trois registres d'interprétation :
- Le dirigeant se considère uniquement comme le représentant des intérêts des propriétaires de l'entreprise (cf. théorie de l'agence) ;
- Le dirigeant considère qu'il défend les intérêts des propriétaires de l'entreprise, mais aussi dans une certaine mesure ceux des parties prenantes à l'entreprise (notamment les salariés, et les prestataires de service œuvrant pour elle) ;
- Le dirigeant considère qu'il défend les intérêts des propriétaires de l'entreprise, mais aussi d'un collectif plus élargi pouvant comprendre outre les parties prenantes internes, des parties prenantes externes comme les fournisseurs, l'environnement socio-économique, les clients de l'entreprise.
- Le dirigeant doit souvent prendre des décisions assez strictes, même si les salariés ne sont pas relativement d'accord avec lui.

Cette multiplicité de registres peut être encore accrue si l'on considère l'horizon de référence : s'agit-il de diriger l'entreprise à court, moyen ou long terme ?[style à revoir] (cf. le débat sur le développement dit durable).

## Dans le monde
La représentation des femmes dans ce métier, et plus globalement dans les fonctions d'encadrement, est relativement faible. Elle varie cependant selon les pays.
En Afrique : seules 5 % des plus grandes entreprises du continent sont dirigées par des femmes. L'Amérique du sud a un taux de 4,2 %, tout comme certains pays d'Europe, comme l'Allemagne et l'Autriche, avec un taux de 4 %.
Parmi les pays comptant le plus de femmes parmi les dirigeants d'entreprise, se trouve la zone APAC, en Asie (plus particulièrement l'Inde, Singapour, les Philippines et le Viêt Nam), avec un pourcentage de femmes chefs d'entreprise ou appartenant à un conseil d'administration situé entre 13 et 25 %,. En Europe, le haut du classement comprend la Suède, avec 15 % de femmes à la tête des entreprises.

### États-Unis
Aux États-Unis en 2017, 8 % des dirigeants d'entreprises appartenant au classement Fortune500 réalisé par le magazine Fortune étaient des femmes.

### France
Depuis 1965, les femmes mariées peuvent exercer une profession sans l’autorisation de leur mari, et donc entreprendre[réf. souhaitée].
En 2012, 900 000 femmes sont cheffe d'entreprise en France. Principalement axées dans le soutien à la personne et le service au ménage. En 2013, on ne compte que 30 % de femmes parmi les chefs d'entreprise en France. D'après l'économiste Philippe Villemus, il existe 2,6 millions de chefs d'entreprise en France : « Mais, selon leur statut juridique, il faut d'emblée distinguer deux types d'entreprises : l'entreprise individuelle qui ne possède pas de statut juridique, distincte de celle de la personne physique, appelée l'exploitant, et l'entreprise sociétaire, soit anonyme, soit à responsabilité limitée ».

#### Statut juridique
Suivant le statut juridique de l'entreprise qu'il dirige (société anonyme, société par actions simplifiée, société à responsabilité limitée, etc.), le dirigeant est président, président-directeur général, gérant, etc.
Ces statuts sont d'une nature particulière : le dirigeant n'est pas un salarié classique, mais un mandataire social. D'où les conséquences :
- il rend compte à ses mandataires des résultats de son action ;
- il peut être révoqué ad nutum à n'importe quel moment par les mandataires (généralement les actionnaires) ;
- il ne bénéficie pas de la protection classique Assedic de l'assurance chômage (en général, il cotise à une assurance privée) ;
- s'il commet de graves erreurs de gestion amenant l'arrêt de l'entreprise, sa responsabilité personnelle peut être mise en œuvre et le tribunal de commerce prononçant la liquidation peut l'appeler en comblement de passif sur ses biens propres[8].

Les entreprises sont légalement tenues de communiquer sur la rémunération de leur dirigeant.